# ديفيد فنسنت
ديفيد فنسنت (بالإنجليزية: David Vincent)‏ هو موسيقي ومغني أمريكي، ولد في 22 أبريل 1965 في تشارلوت في الولايات المتحدة.

## وصلات خارجية
- الموقع الرسمي
- ديفيد فنسنت على موقع ميوزك برينز (الإنجليزية)
- ديفيد فنسنت على موقع ديسكوغز (الإنجليزية)
- ديفيد فنسنت على موقع ديسكوغز (الإنجليزية)